# Лікінґ (округ, Огайо)
Шаблон:StateAbbr_ 40°05′ пн. ш. 82°29′ зх. д. / 40.09° пн. ш. 82.48° зх. д.
Округ  Лікінґ (англ. Licking County) — округ (графство) у штаті  Огайо, США. Ідентифікатор округу 39089.

## Історія
Округ утворений 1808 року.

## Демографія
За даними перепису 
2000 року 
загальне населення округу становило 145491 осіб, зокрема міського населення було 89442, а сільського — 56049.
Серед мешканців округу чоловіків було 70819, а жінок — 74672. В окрузі було 55609 домогосподарств, 40126 родин, які мешкали в 58760 будинках.
Середній розмір родини становив 3,01.
Віковий розподіл населення поданий у таблиці:
| Стать    | До 15 років | 15-21 | 22-29 | 30-39 | 40-49 | 50-65 | 65-85 | Понад 85 |
| -------- | ----------- | ----- | ----- | ----- | ----- | ----- | ----- | -------- |
| Чоловіки | 16055       | 7342  | 6349  | 10805 | 11343 | 11732 | 6723  | 470      |
| Жінки    | 15334       | 7405  | 6596  | 11168 | 11676 | 12388 | 8696  | 1409     |

## Суміжні округи
- Нокс — північ
- Кошоктон — північний схід
- Маскінґам — схід
- Перрі — південний схід
- Феєрфілд — південний захід
- Франклін — захід
- Делавер — північний захід

## Виноски
1. ↑  U.S. Decennial Census. United States Census Bureau. Архів оригіналу за 26 квітня 2015. Процитовано 8 лютого 2015.
2. ↑  Historical Census Browser. University of Virginia Library. Архів оригіналу за 30 травня 2019. Процитовано 8 лютого 2015.
3. ↑  Forstall, Richard L., ред. (27 березня 1995). Population of Counties by Decennial Census: 1900 to 1990. United States Census Bureau. Архів оригіналу за 14 лютого 2015. Процитовано 8 лютого 2015.
4. ↑  Census 2000 PHC-T-4. Ranking Tables for Counties: 1990 and 2000 (PDF). United States Census Bureau. 2 квітня 2001. Архів оригіналу (PDF) за 18 грудня 2014. Процитовано 8 лютого 2015.
5. ↑  State & County QuickFacts. United States Census Bureau. Архів оригіналу за 19 липня 2011. Процитовано 8 лютого 2015.(англ.) Наведено за англійською вікіпедією.
6. ↑  American FactFinder. Бюро перепису населення США. Архів оригіналу за 26 лютого 2012. Процитовано 31 січня 2008.

| США | Це незавершена стаття з географії США. Ви можете допомогти проєкту, виправивши або дописавши її. |